# 玉里街

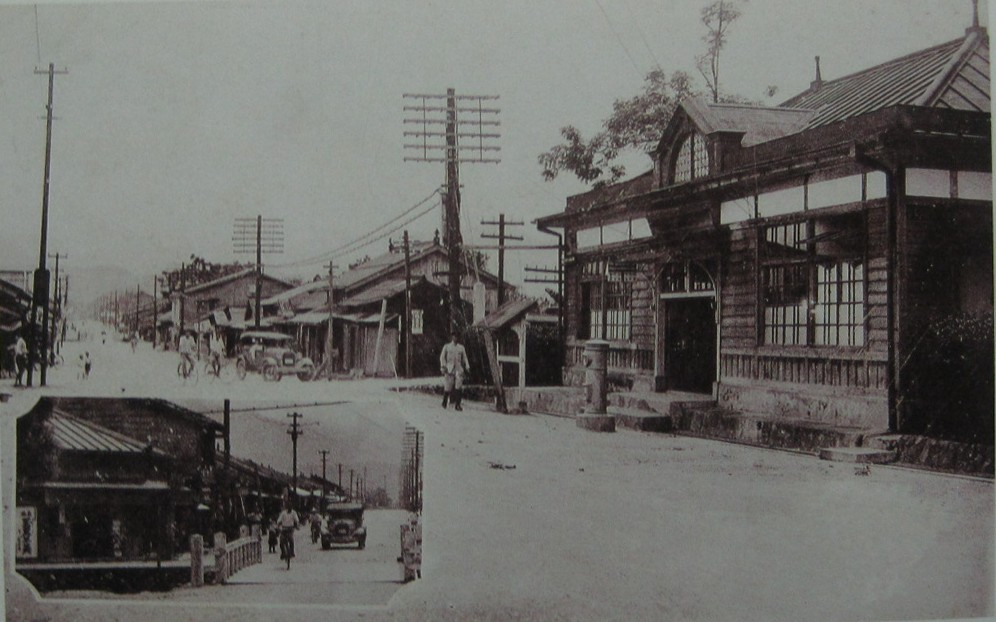
玉里街街景

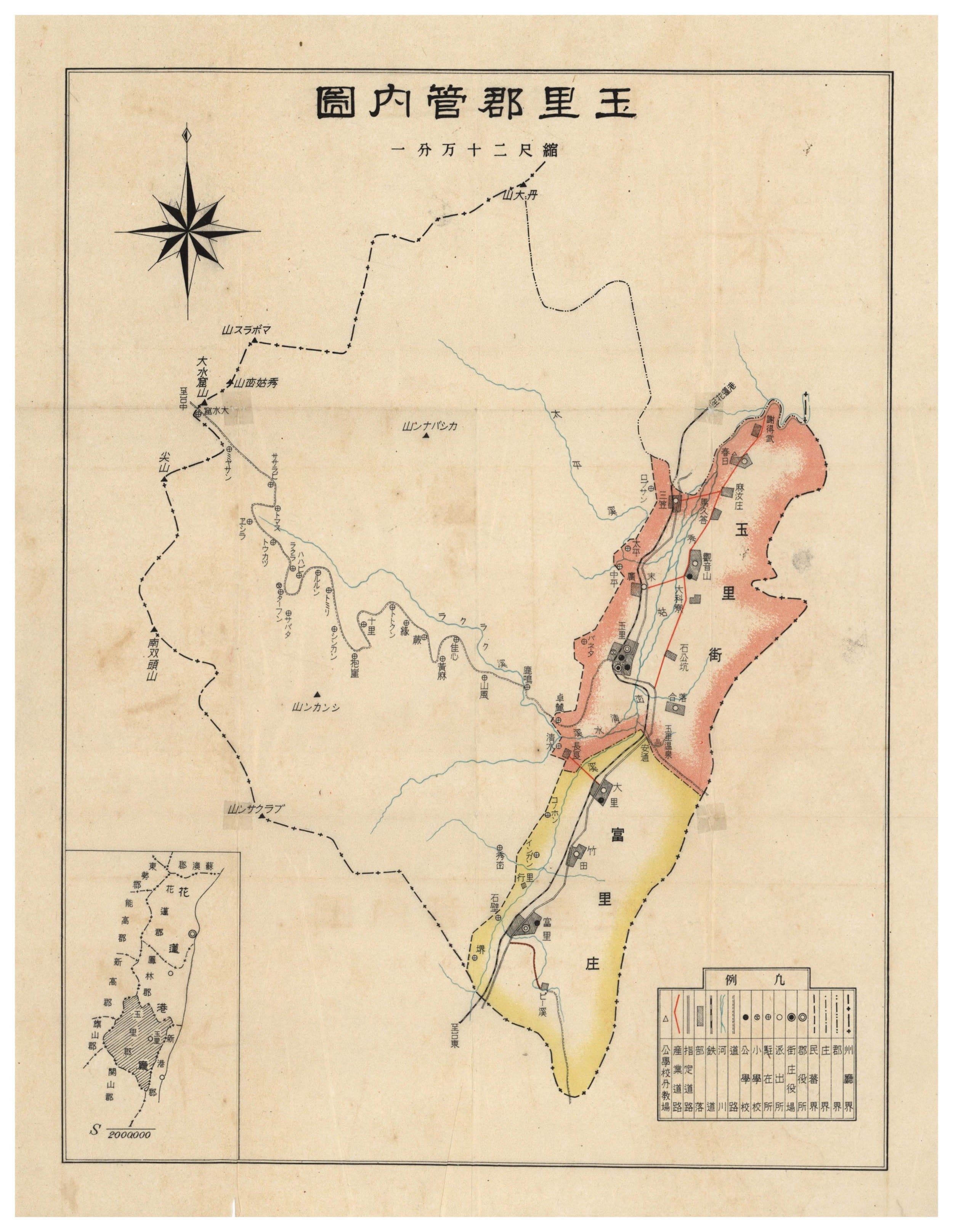
玉里郡管內圖，可見玉里街之位置

玉里街為臺灣日治時期1938年至1945年間存在之行政區，原屬玉里區，在1920年改制為玉里庄，1938年升格為玉里街，轄屬花蓮港廳玉里郡。今花蓮縣玉里鎮。

## 行政區劃
玉里街原屬奉鄉的庄和社，花蓮港廳在1909年10月設立後，在璞石閣支廳下設有觀音山區和璞石閣區。1911年8月3日，璞石閣區管轄區域中增設「長良村」；觀音山區管轄區域中增設「末廣村」。1914年5月23日，花蓮港廳和臺東廳實施街庄整併，璞石閣庄、客人城庄、中城庄併為「璞石閣庄」；下嘮灣社、紅座社、石公坑庄、殺牛坑庄併為「下朥灣社」；馬久峇社、猛仔蘭社、大嵙寮社、觀音山庄、馬打林社、麻汝社併為「觀音山庄」；謝得武社、苓仔濟社、織羅庄、織羅社併為「織羅社」；針塱庄改為「針塱社」。1917年10月1日，迪佳區改名為三笠區，該區管轄區域迪佳庄改為「三笠村」，針塱社併入末廣村。璞石閣區改名為玉里區，該區管轄區域璞石閣庄改名為玉里。
1920年9月1日，原堡里之行政區廢除，玉里區改為玉里庄，原街庄改為大字；玉里區轄區內分為三笠村、末廣村、織羅、觀音山、玉里、下朥灣、長良村七個大字。1937年10月，玉里庄實施街庄制，轄域內大字改名為三笠、末廣、春日、觀音山、落合、玉里、長良。1938年2月11日，玉里庄升格為玉里街，轄下行政區劃不變。
| 1909年   | 1909年   | 1917年   | 1917年   | 1920年 | 1920年 | 1937年 | 1937年 | 2020年 | 2020年                                         |
| -------- | -------- | -------- | -------- | ------ | ------ | ------ | ------ | ------ | ---------------------------------------------- |
| 觀音山區 | 馬久峇社 | 三笠區   | 觀音山庄 | 玉里庄 | 觀音山 | 玉里庄 | 觀音山 | 玉里鎮 | 觀音里、松浦里                                 |
| 觀音山區 | 猛仔蘭社 | 三笠區   | 觀音山庄 | 玉里庄 | 觀音山 | 玉里庄 | 觀音山 | 玉里鎮 | 觀音里、松浦里                                 |
| 觀音山區 | 大嵙寮社 | 三笠區   | 觀音山庄 | 玉里庄 | 觀音山 | 玉里庄 | 觀音山 | 玉里鎮 | 觀音里、松浦里                                 |
| 觀音山區 | 觀音山庄 | 三笠區   | 觀音山庄 | 玉里庄 | 觀音山 | 玉里庄 | 觀音山 | 玉里鎮 | 觀音里、松浦里                                 |
| 觀音山區 | 馬打林社 | 三笠區   | 觀音山庄 | 玉里庄 | 觀音山 | 玉里庄 | 觀音山 | 玉里鎮 | 觀音里、松浦里                                 |
| 觀音山區 | 麻汝社   | 三笠區   | 觀音山庄 | 玉里庄 | 觀音山 | 玉里庄 | 觀音山 | 玉里鎮 | 觀音里、松浦里                                 |
| 觀音山區 | 謝得武社 | 三笠區   | 織羅社   | 玉里庄 | 織羅   | 玉里庄 | 春日   | 玉里鎮 | 春日里、德武里                                 |
| 觀音山區 | 苓仔濟社 | 三笠區   | 織羅社   | 玉里庄 | 織羅   | 玉里庄 | 春日   | 玉里鎮 | 春日里、德武里                                 |
| 觀音山區 | 織羅庄   | 三笠區   | 織羅社   | 玉里庄 | 織羅   | 玉里庄 | 春日   | 玉里鎮 | 春日里、德武里                                 |
| 觀音山區 | 織羅社   | 三笠區   | 織羅社   | 玉里庄 | 織羅   | 玉里庄 | 春日   | 玉里鎮 | 春日里、德武里                                 |
| 觀音山區 | 迪佳庄   | 三笠區   | 三笠村   | 玉里庄 | 三笠村 | 玉里庄 | 三笠   | 玉里鎮 | 三民里                                         |
| 觀音山區 | 針塱庄   | 三笠區   | 末廣村   | 玉里庄 | 末廣村 | 玉里庄 | 末廣   | 玉里鎮 | 大禹里                                         |
| 璞石閣區 | 璞石閣庄 | 璞石閣區 | 璞石閣庄 | 玉里庄 | 玉里   | 玉里庄 | 玉里   | 玉里鎮 | 永昌里、泰昌里、啟模里、國武里、中城里、源城里 |
| 璞石閣區 | 客人城庄 | 璞石閣區 | 璞石閣庄 | 玉里庄 | 玉里   | 玉里庄 | 玉里   | 玉里鎮 | 永昌里、泰昌里、啟模里、國武里、中城里、源城里 |
| 璞石閣區 | 中城庄   | 璞石閣區 | 璞石閣庄 | 玉里庄 | 玉里   | 玉里庄 | 玉里   | 玉里鎮 | 永昌里、泰昌里、啟模里、國武里、中城里、源城里 |
| 璞石閣區 | 下朥灣社 | 璞石閣區 | 下朥灣社 | 玉里庄 | 下朥灣 | 玉里庄 | 落合   | 玉里鎮 | 樂合里、東豐里                                 |
| 璞石閣區 | 紅座社   | 璞石閣區 | 下朥灣社 | 玉里庄 | 下朥灣 | 玉里庄 | 落合   | 玉里鎮 | 樂合里、東豐里                                 |
| 璞石閣區 | 石公坑庄 | 璞石閣區 | 下朥灣社 | 玉里庄 | 下朥灣 | 玉里庄 | 落合   | 玉里鎮 | 樂合里、東豐里                                 |
| 璞石閣區 | 殺牛坑庄 | 璞石閣區 | 下朥灣社 | 玉里庄 | 下朥灣 | 玉里庄 | 落合   | 玉里鎮 | 樂合里、東豐里                                 |
| 璞石閣區 |          | 璞石閣區 | 長良村   | 玉里庄 | 長良村 | 玉里庄 | 長良   | 玉里鎮 | 長良里                                         |

## 交通
- 三笠車站（三民車站）
- 玉里車站

## 設施
- 玉里街役場
- 玉里尋常高等小學校→玉里國民學校（原址位於玉里國中）
- 玉里第一公學校→旭國民學校（今 玉里國小）
- 玉里第二公學校→雙葉國民學校（今 樂合國小）
- 旭國民學校長良分教場（今 長良國小）
- 三笠尋常小學校→三笠國語講習所→玉里第一公學校玉里三笠分教場→三笠公學校→三笠國民學校（今 三民國小）
- 觀音山公學校→觀音山國民學校（今 觀音國小）
- 觀音山公學校春日分教場→觀音山國民學校春日分教場→春日國民學校（今 春日國小）

## 神社
- 玉里社
- 春日社
- 觀音山社